# Paraethecerus sexmaculatus
Paraethecerus sexmaculatus is een keversoort uit de familie boktorren (Cerambycidae). De wetenschappelijke naam van de soort is voor het eerst geldig gepubliceerd in 1926 door Bruch.